# 特雷斯克莱乌
特雷斯克莱乌（法語：Trescléoux，法語發音：[tʁɛskleu]）是法国上阿尔卑斯省的一个市镇，属于加普区。

## 地理
特雷斯克莱乌（44°21'15"N, 5°42'31"E）面积18.68 平方千米，位于法国普罗旺斯-阿尔卑斯-蓝色海岸大区上阿尔卑斯省，该省份为法国东南部内陆省份，北起萨瓦省，西北接伊泽尔省，西南接德龙省，南至上普罗旺斯阿尔卑斯省，东北部与意大利接壤。
与特雷斯克莱乌接壤的市镇（或旧市镇、城区）包括：沙努斯、梅勒伊、蒙特龙、奥皮埃尔、加尔德科隆布。

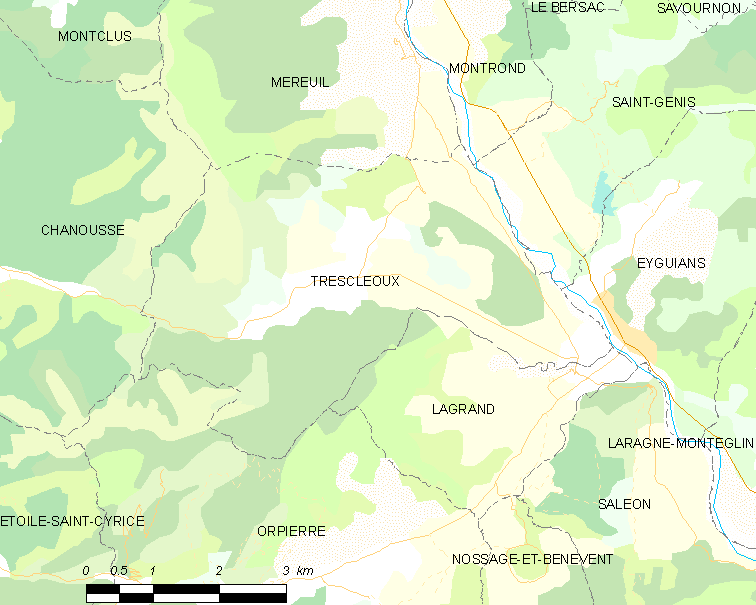
特雷斯克莱乌的OSM定位图

特雷斯克莱乌的时区为UTC+01:00、UTC+02:00（夏令时）。

## 行政
特雷斯克莱乌的邮政编码为05700，INSEE市镇编码为05172。

## 政治
特雷斯克莱乌所属的省级选区为塞尔县。

## 人口

1962-2008年间特雷斯克莱乌人口变化图示

特雷斯克莱乌于2022年1月1日时的人口数量为301人。